# Prost
Prost är en titel som används inom vissa kristna samfund.

## Sverige
Inom Svenska kyrkan är prost en hederstitel som biskopen enligt sedvanerätt kan tilldela förtjänta präster. Den fullständiga titeln är prost honoris causa (latin). Därutöver utnämner biskopen också kontraktsprostar, ett uppdrag med ledningsfunktion inom ett kyrkligt kontrakt, direkt under stiftets biskop. 
Domprost är kyrkoherde för domkyrkoförsamlingen. 

## Finland
I Finland, Finlands evangelisk-lutherska kyrka, är prost en hederstitel, som stiftets biskop kan tilldela särskilt förtjänta präster. Antalet nya prostar bestäms så att under en fyraårsperiod, som är kyrkomötets valperiod, kan i ett stift en prosttitel beviljas till en präst av 30 präster i stiftet. Om stiftet alltså har 90 präster, kan inom fyra år tre tilldelas prosttitlar.
En teologie doktor kan inte få titeln. Titeln tilldelas präster som är minst 50 år gamla.

### Fotnoter
1. ↑  ”prost”. Nationalencyklopedin. https://www.ne.se/uppslagsverk/encyklopedi/l%C3%A5ng/prost. Läst 12 december 2017.
2. ↑  ”Rovasti” (på finska). https://evl.fi/sanasto/-/glossary/word/Rovasti. Läst 4 februari 2021.